# Wim de Bakker
Wim de Bakker (Oisterwijk, 1943) é um professor, historiador, paleógrafo, cartógrafo e genealogista neerlandês.

## Biografia
Nascido em Oisterwijk em 1943, desde jovem manifestou interesse pela história, em parte influenciado pelo fato de ter nascido na casa mais antiga da cidade, mas também pelo seu desejo de reconstruir a genealogia de sua família. Durante sua pesquisa nos arquivos conheceu o historiador Ferdinand Smulders, que incentivou sua dedicação à história e enfatizou a importância de divulgar o conhecimento, o que o levou a se formar professor. Mais tarde entrou em contato com o pesquisador Gerard Berkelmans, resultando em uma longa parceria em variados projetos de pesquisa. Aposentou-se no magistério em 2000 e desde então dedica-se exclusivamente à pesquisa.
É membro da sociedade de história Heemkundekring De Kleine Meijerij de Oisterwijk, e por cinquenta anos editou a revista da sociedade. É conselheiro da Fundação de História Local do Brabante, colaborador do Arquivo Regional de Tilburg, e conselheiro da Comissão de Conservação dos Monumentos de Oisterwijk. Em 2017 foi consultor do Dia do Monumento Aberto de Oisterwijk.

## Obra
Desenvolveu muitas pesquisas sobre a história local, participou dos principais projetos de pesquisa sobre o urbanismo e geografia histórica no Brabante Norte, e deixou um importante legado em inventariamento, transcrição e edição de coleções documentais manuscritas, em particular os arquivos das câmaras municipais de Oisterwijk e 's-Hertogenbosch, que compreendem centenas de livros de registros oficiais civis remontando ao século XIV, uma coleção de cerca de 800 documentos legislativos, e resumos dos atos notariais de Oisterwijk antes de 1815. Segundo o Arquivo Regional de Tilburg, "graças ao trabalho árduo de Wim, o público não precisa mais lutar com a caligrafia antiga, muitas vezes difícil, para poder ter acesso aos conteúdos".
Com Gerard Berkelmans criou a Fundação De Vrijheid Oisterwijk, que disponibiliza virtualmente documentos e ensaios sobre a história do antigo senhorio e município de Oisterwijk, incluindo genealogias das famílias tradicionais do lugar e um mapa interativo da cidade com informações e imagens sobre cada casa e seus ocupantes ao longo dos séculos.

### Principais publicações
- Aantekeningen uit het Bosch Protocol 1500–1810. Heemkundekring De Kleine Meijerij, 1993-1997 (edição de manuscritos)[1]
- Coleção de mapas urbanos de Esch, Vught, Berkel-Enschot, Moergestel, Haaren e Oisterwijk, desenhados por Bakker e digitalizados pelo Tekenbureau Jan Wagenaars, 2000-2002 (cartografia histórica)[8]
- Archief van de Schepenbank in de Eninge van Oisterwijk 1418 - 1811. Heemkundekring De Kleine Meijerij, 2001-2008 (edição de manuscritos)[1]
- Kadastrale atlas Udenhout 1832. Erfgoedcentrum 't Schoor Udenhout-Biezenmortel, 2004, com Frank Scheffers e o Erfgoedcentrum 't Schoor (urbanismo e cartografia histórica)[9]
- Oisterwijk: een geschiedenis van meer dan 800 jaar. Stichting Het Kwartier van Oisterwijk, 2012, com Jan Franken e Ad van den Oord (história)[1]

## Distinções
Foi homenageado pela cidade de Oisterwijk em 2008.
Em 2016, pelo seu trabalho inovador no campo da cartografia e geografia histórica, recebeu o Prêmio Willy Knippenberg, oferecido conjuntamente pela Fundação de História Local do Brabante, a Cátedra de Cultura do Brabante da Universidade de Tilburg, a Associação Histórica do Brabante, o Museu do Brabante Norte e o Centro de Estudos do Patrimônio Imaterial dos Países Baixos. Na cerimônia de entrega o presidente do júri declarou que "o prêmio que entregamos a Wim de Bakker é um prêmio pelo trabalho de toda uma vida, que felizmente está longe de terminar, ou pelo menos assim esperamos. Que o prêmio seja um incentivo para Wim continuar com a pesquisa histórica e histórico-geográfica por muitos anos, mas também para compartilhar resultados e inspirar outros".
Em 2023 o Arquivo Regional de Tilburg apresentou seu perfil em sua série Pesquisador de Destaque.